# Comté de Turluron
Pour les articles homonymes, voir Turluron.
Le comté de Turluron, ou vicomté de Turluron ou viguerie de Turluron est une des cinq divisions administratives du comté d'Auvergne à l'époque carolingienne. Anciennement appelé Comitatus Torlonensis, il est attesté en 680 dans le cartulaire de Sauxillanges qui le mentionne dans plusieurs chartes. Ce comté qui tirait son nom d'un ancien château près Billom, était situé au nord du comté de Brioude et se trouvait séparé des comtés de Tallende et de Clermont par l'Allier.
Ses subdivisions étaient les vicairies de Turluron ou Billom, de Livradois, de Cunlhat, de Roche-Savine et du Val de Vallorgue. 